# Lẩu

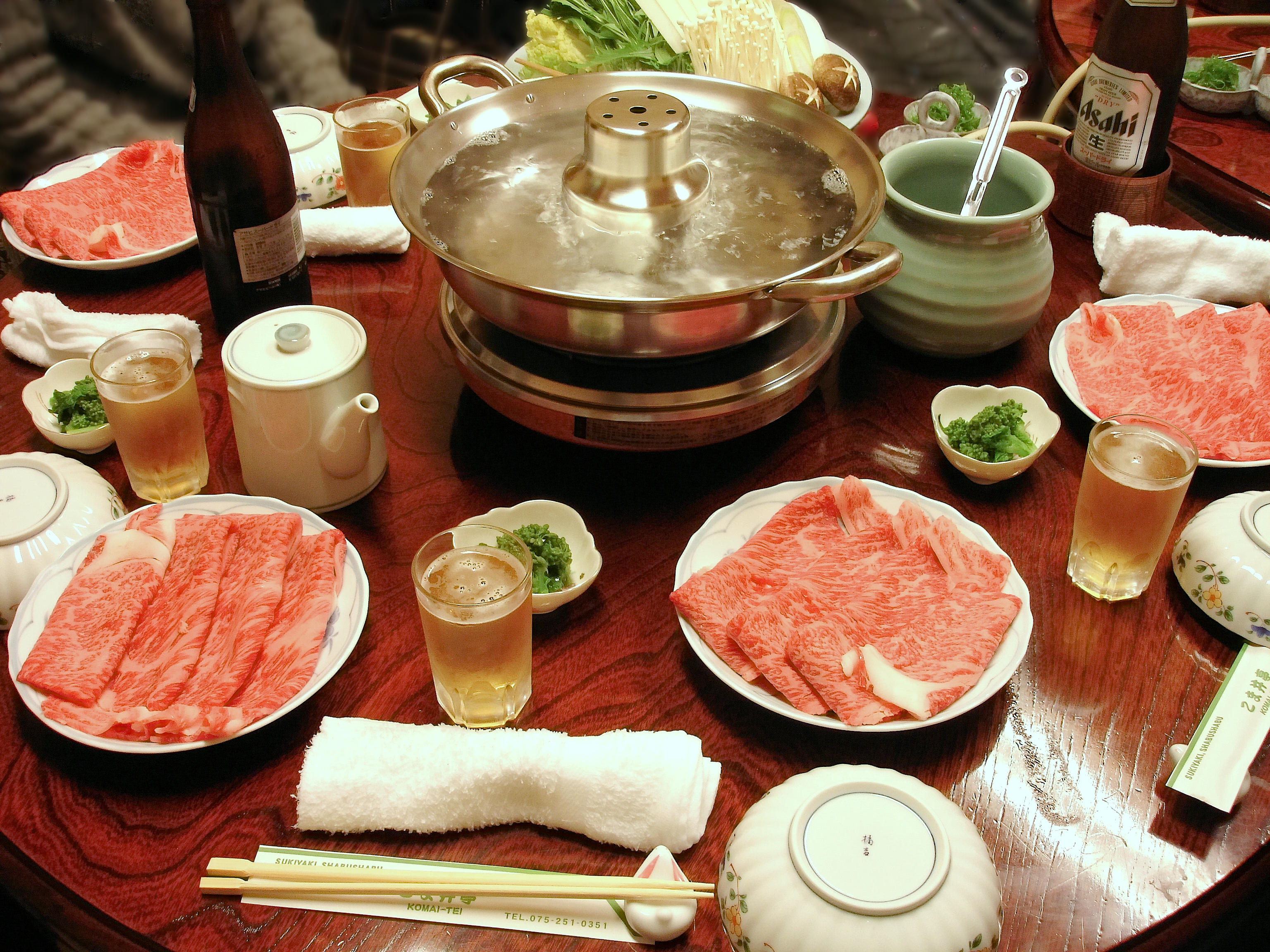
Một nồi lẩu Shabu-shabu tại Nhật, với thịt bò

Lẩu (có nguồn gốc từ giọng Quảng Đông: 爐, âm Hán Việt: lô, nghĩa là "bếp lò"), còn gọi là cù lao, là một loại món ăn phổ biến xuất phát từ Trung Quốc và được ưa chuộng tại nhiều nước Đông Á. Món ăn này gồm một bếp (ga, than hoặc điện) giữ nồi nước dùng luôn sôi, xung quanh là các nguyên liệu sống như thịt, cá, lươn, rau, nấm, hải sản... Người ăn sẽ tự nhúng thực phẩm vào nồi, đợi chín và thưởng thức khi còn nóng. Lẩu thường được dùng vào mùa đông để giữ nhiệt độ món ăn.
Một số biến thể nổi tiếng của lẩu gồm lẩu mắm (đặc sản miền Nam Việt Nam với mắm), lẩu Thái (đặc sản Thái Lan), cùng nhiều loại khác như lẩu cá kèo, lẩu cua đồng, lẩu cừu, lẩu pho-mát,... Các món lẩu thường được đặt tên theo nguyên liệu chính, ví dụ: lẩu riêu cua, lẩu ếch, lẩu bắp bò sườn sụn, lẩu chim, lẩu hải sản, lẩu nấm,... hoặc theo nguồn gốc như lẩu Thái, lẩu Tứ Xuyên.